# سال نوی ژاپنی

سال نوی ژاپنی (به ژاپنی: 正月 Shōgatsu) یک جشن سالانه با مراسم مخصوص است. از سال ۱۸۳۷ روز اول ژانویه در گاه‌شماری میلادی به‌طور رسمی به عنوان آغاز سال نو جشن گرفته می‌شود.

## تاریخچه
پیش از دوره میجی، تاریخ سال نو ژاپنی بر اساس نسخه‌های ژاپنی گاه‌شماری شمسی–قمری (آخرین تقویم گاه‌شماری تنپو بود) و قبل از گاه‌شماری جوکیو، در سال ۱۸۷۳، پنج سال پس از اصلاحات میجی، ژاپن گاه‌شماری میلادی را پذیرفت و روز اول ژانویه به‌طور رسمی و فرهنگی روز سال نو در ژاپن شد.

## غذاهای سنتی

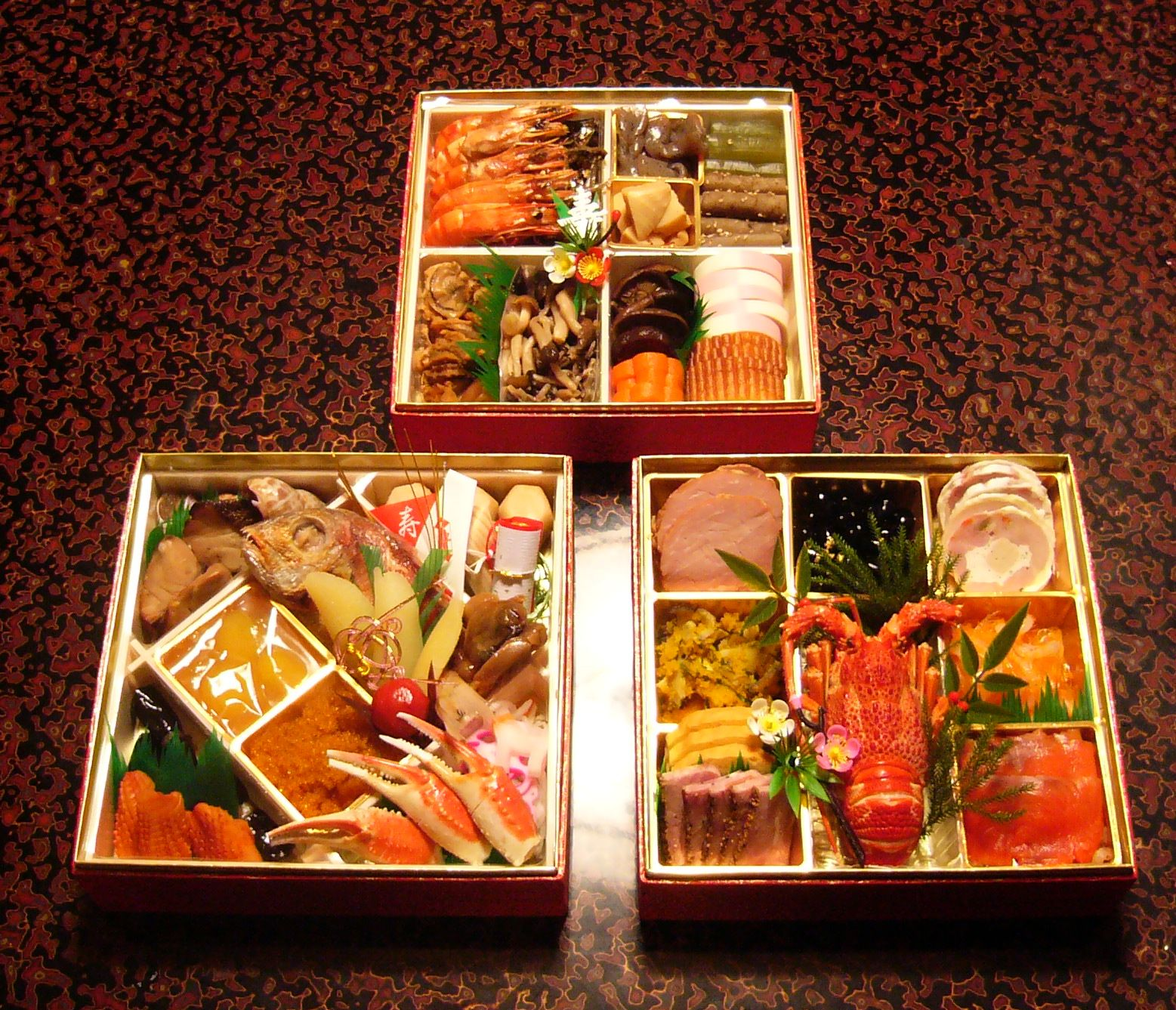
یک نمونه از اوسچی یا غذای مخصوص ایام سال نوی ژاپنی

در زمان قدیم به غذای مخصوص سال نو «او-سِکّو» یا «او-سِکیو» گفته می‌شد. این کلمات امروزه کوتاه شده و به صورت اوسِچی درآمده است. به کلیه غذاهایی که به کامی (رب‌النّوع) سال نو تقدیم می‌شود اوسچی گفته می‌شود. دلیل صرف این غذا در این ایام عید آنست که مردم معتقدند برای استقبال از کامی سال نو نباید غذای دیگری در ایام عید بپزند و فقط غذاهایی که به کامی سال نو تقدیم شده باید سرو شود. ظرفی که غذای اوسچی در آن گذاشته می‌شود جوباکو گفته می‌شود و چهار طبقه است. تعداد انواع غذایی که در هر طبقه از این ظرف قرار می‌دهند فرد است یعنی یک نوع یا سه نوع یا پنج نوع و … افراد موقع خوردن اوسچی آن را در ظرف دیگری می‌شکند و می‌خورند. یکی از غذاهایی که در سال نو خورده می‌شود زونی نام دارد. طرز درست کردن زونی در استان‌های مختلف ژاپن متفاوت است. در توکیو و شرق ژاپن از ماهی و خزه دریایی سوپ درست می‌کنند و موچی را که کمی سرخ شده در آن می‌ریزند و کمی نیز سبزی به آن می‌افزایند.

## رفتن به معبد
بعضی از ژاپنی‌ها معمولاً در آغاز سال نو (از اول تا روز هفتم) به جینجا یا معبد شینتویی می‌روند و برای خود و خانواده‌شان آرزوی سلامتی و خوشبختی و موفقیت می‌کنند. در زمان قدیم رفتن به معابد را یک نوع ثواب می‌دانستند اما امروزه این اعتقاد کم رنگ شده‌است.